# دولت در تبعید کره
دولت در تبعید جمهوری کره یک دولت رسمی کره در دوران حاکمیت ژاپن بر کره بود که مقر آن در شانگهای چین بود.

## دولت در تبعید جمهوری کره
این دولت در ۱۳ آوریل ۱۹۱۹ در شانگهای چین تشکیل شد و اعلام موجودیت کرد. این دولت به عنوان دولت رسمی کره در زمان اشغال کشور به دست ژاپن به رسمیت شناخته می‌شد.
این دولت در برابر حاکمیت ژاپن بر کره مقابله می‌کرد. آنها در برابر امپراتوری ژاپن مسلحانه مقاومت می‌کردند.
در این مبارزه در سال ۱۹۴۰، ارتش آزادی‌بخش کره تشکیل شد تا با اتحاد با چین در مقابل آلمان نازی و ژاپن مقابله کنند.

## نگارخانه

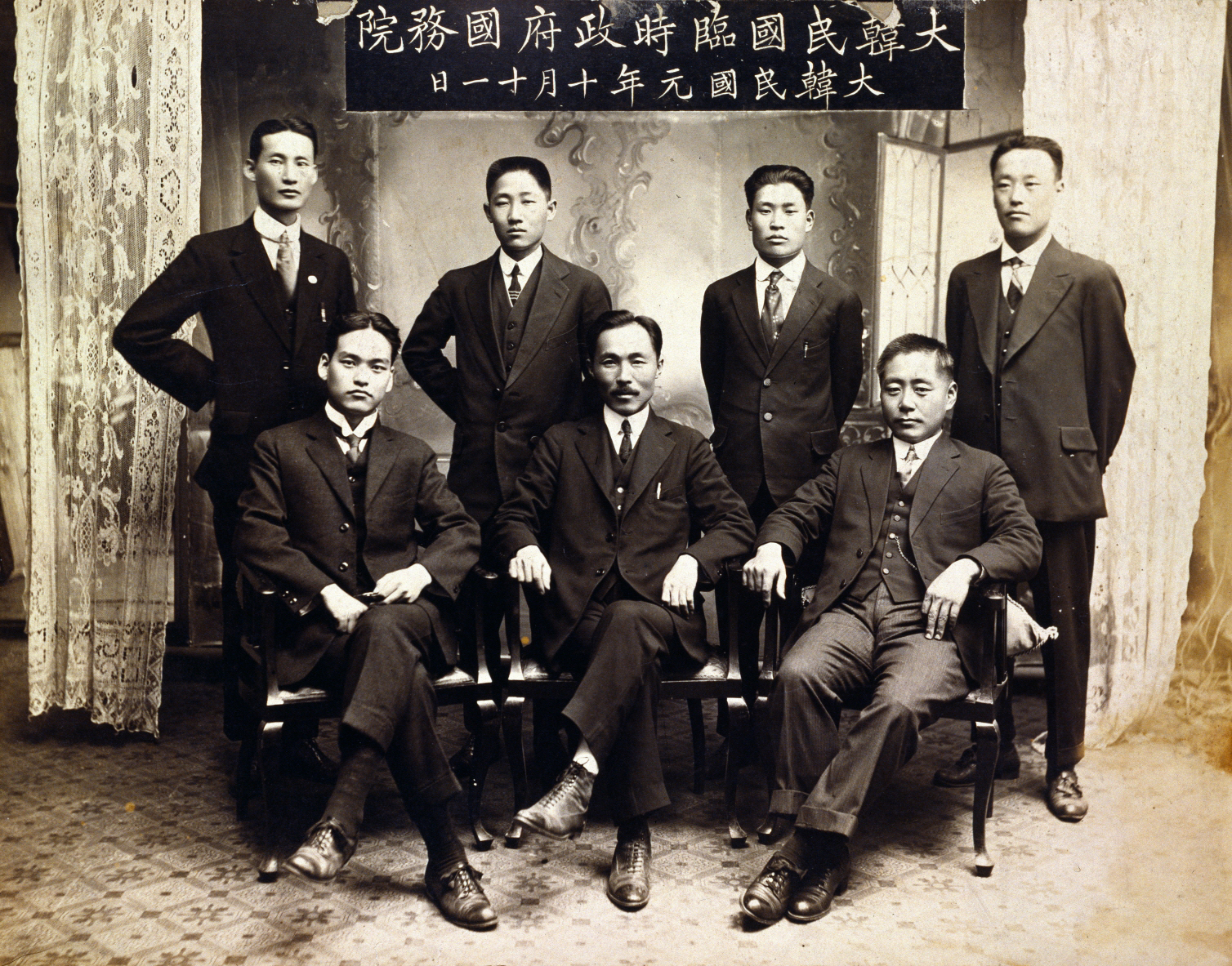
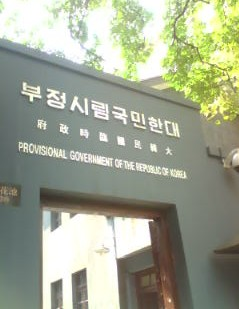
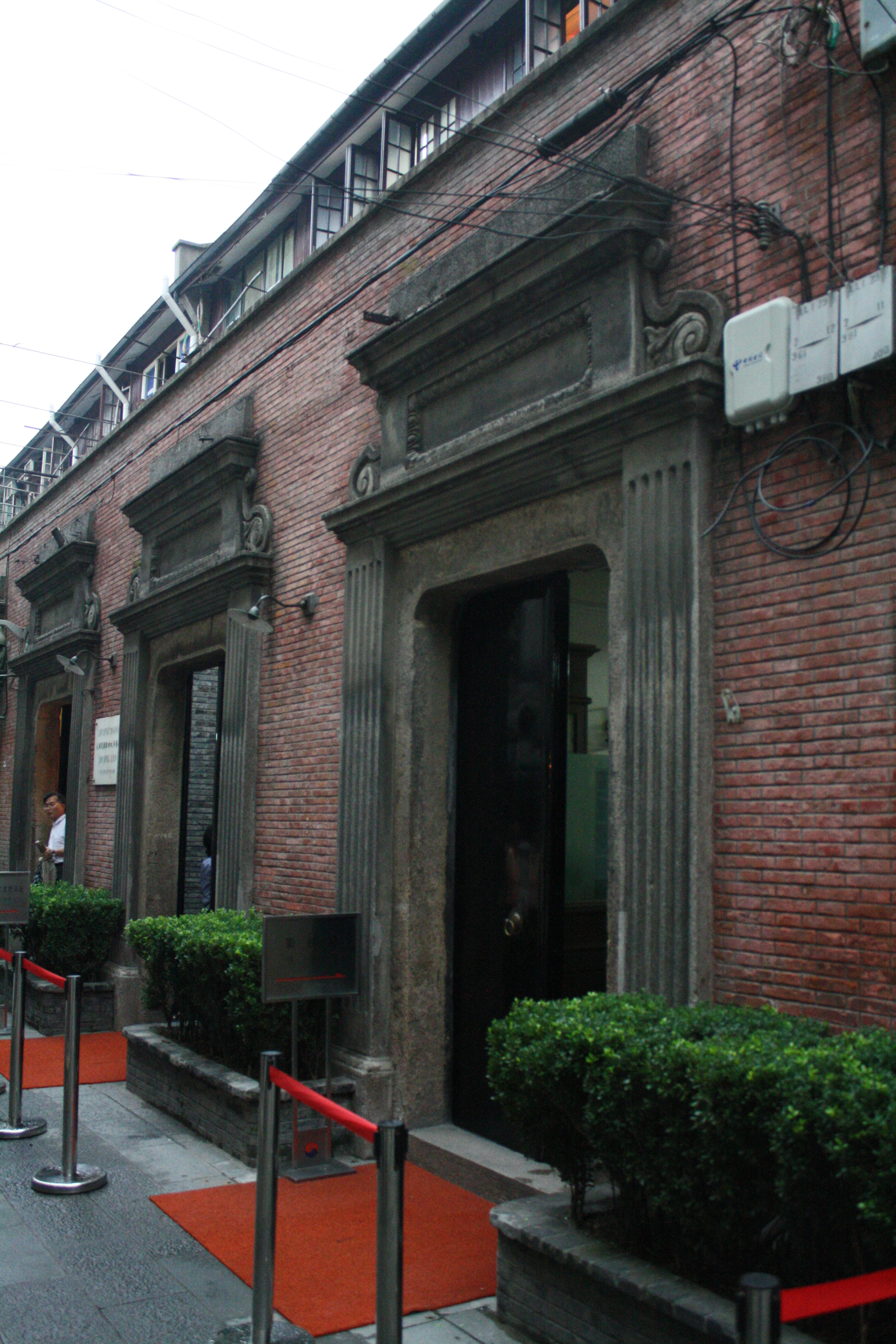
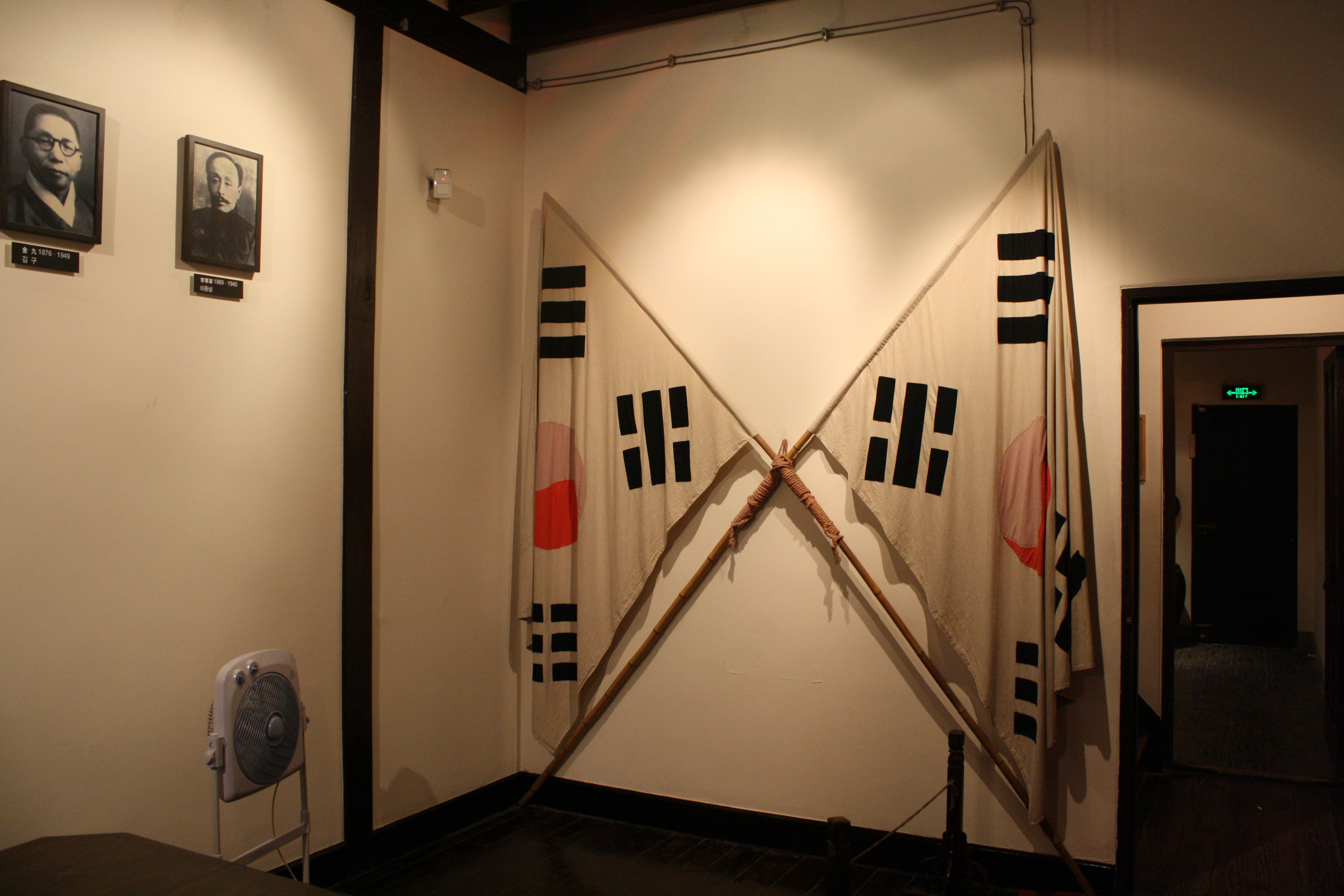
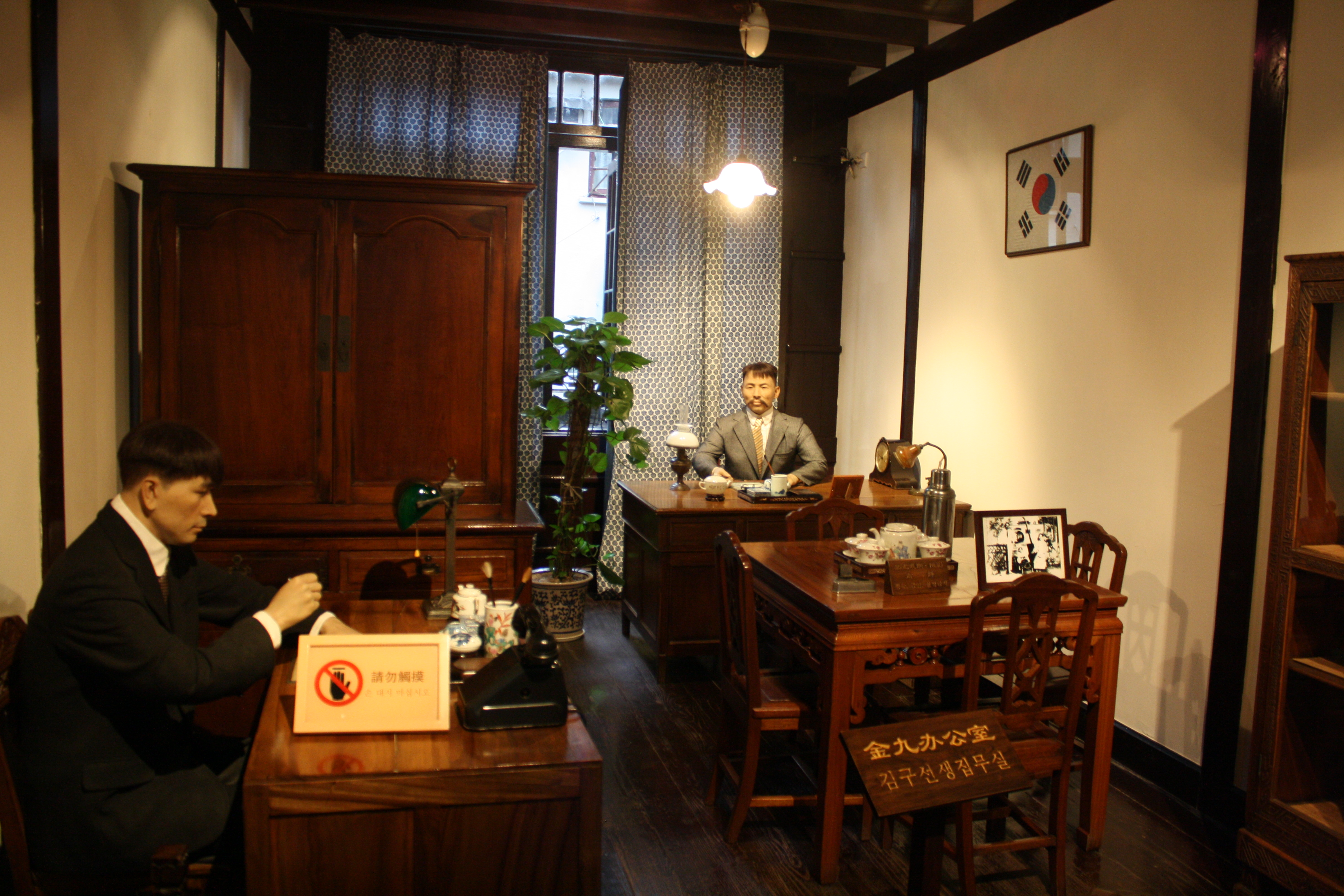